# مرد درون آینه
مرد درون آینه (به انگلیسی: Man in The Mirror) نام تک‌آهنگی از خوانندهٔ آمریکایی مایکل جکسون است که در ۹ ژانویه ۱۹۸۸ (‎۱۹ دی ۱۳۶۶) منتشر شد. این ترانه پس از انتشارش، توانست به رتبهٔ ۱ جدول ۱۰۰ اثر برتر و همچنین چند جدول جهانی دیگر دست یابد. این ترانه در آلبوم بد منتشر شد و از آهنگ‌های تند و انتقادی جکسون بود. مرد درون آینه نامزد دریافت جایزه گرمی در رشتهٔ «بهترین آهنگ ضبط شده سال» شد. این آهنگ به مدت دو هفته در صدر جدول ۱۰۰ اثر برتر بود. این ترانه توسط خوانندگان بسیاری دوباره خوانی (Cover) شده‌است.
همچنین در این موزیک ویدیو تصویری از آدولف هیتلر و معمر قذافی نیز دیده می‌شود.

## موزیک ویدئو
موزیک ویدئوی این ترانه، صحنه‌هایی از مشکلات جهانی را به تصویر می‌کشد. در یکی از صحنه‌های این موزیک ویدئو، دقیقه ۲:۲۹، به ماجرای تسخیر سفارت آمریکا اشاره می‌شود و پس از آن پلاکاردی را که روی آن نوشته: «خمینی دیوانه است» نشان داده می‌شود.
خود جکسون در این موزیک ویدئو شرکت نکرد اما تصاویری اندک، از او در این ویدئو وجود دارد.
جکسون این ترانه را در تور جهانی بد (۱۹۸۸) و تور جهانی دنجروس (۱۹۹۳) اجرای زنده کرد و در پایان اجرا با جلیقه جت پرواز کرد.